# 巴尔克利
巴尔克利（Bulkeley）是加勒比海岛国巴巴多斯南部上的一座内陆村庄，行政上由圣乔治区（首府）管辖，位于瓦茨村和布赖顿之间。2012年人口1,070人。